# Nyamisambi
Nyamisambi är ett periodiskt vattendrag i Burundi.   Det ligger i provinsen Muyinga, i den norra delen av landet, 140 km nordost om huvudstaden Bujumbura.
Omgivningarna runt Nyamisambi är en mosaik av jordbruksmark och naturlig växtlighet. Runt Nyamisambi är det tätbefolkat, med 266 invånare per kvadratkilometer.